# Långegöl (Fågelfors socken, Småland)
Långegöl är en sjö i Högsby kommun i Småland och ingår i Emåns huvudavrinningsområde.